# Avgust Demšar
Avgust Demšar, slovenski pisatelj, * 8. julij 1962, Maribor.

### O avtorju
Avgust Demšar je mariborski pisatelj, ki piše izključno detektivske zgodbe. V sodelovanju z založbo Sanje je  v letih 2007-2012 ustvaril enega prvih slovenskih cikličnih detektivskih opusov, šest romanov s skupnim imenom primeri inšpektorja Vrenka. S sedmim romanom z naslovom Miloš (2013) je nadaljeval serijo klasičnih detektivskih zgodb tipa kdo je storilec, obenem pa namesto uveljavljenih uvedel nove literarne junake, inšpektorja Miloša, kriminalistko Niko Lavrič in kriminalista Draga Jazbeca. Obe kriminalistični skupini je združiil v naslednjem romanu z naslovom Pohorska transverzala (2016), podobno pa je tudi v njegovih naslednjih romanih, kriminalkah z naslovom Otok (2018) in trilogiji s skupnim imenom Vodnjaki, ki jo tvorijo romani Cerkev (2020), Tajkun (2022) in Estonia (predvidoma v začetku leta 2024).
Odlomki iz Demšarjevega romana Tanek led (2009) so bili objavljeni v reviji Lud Literatura, njegovo delo je predstavljeno na nacionalnem radiu v oddajah »Literarni portret«, »Pogledi na sodobno umetnost« in »Sobotno branje«, sodeloval je na literarnem večeru Pota žanrske literature v knjigarni Konzorcij, na festivalu Sanje itd. Leta 2017 je sodeloval na festivalu krimi in noir žanra Alibi v Slovenski Bistrici in leta 2021 na festivalu Alibi 2.1 v Mariboru. 
Avgust Demšar je bil za svoj literarni prvenec, detektivski roman z naslovom Olje na balkonu (leta 2008) za drug roman, detektivko z naslovom Retrospektiva (leta 2009), za četrtega z naslovom Evropa (leta 2010) in petega z naslovom Hotel Abbazia (2011) nominiran za nagrado kresnik, Delovo nagrado za najboljši roman minulega leta. Pravo ime avtorja, ki je sicer docent za likovno didaktiko na Oddelku za predšolsko vzgojo Pedagoške fakultete Univerze v Mariboru, je Tomaž Zupančič.

### Televizija
V mesecu aprilu leta 2017 je Avgust Demšar sodeloval na javnem natečaju za razvoj TV-serije, ki ga je razpisala RTV Slovenija ter bil izbran med 28 prispelimi predlogi. V januarju leta 2018 je RTV Slovenija od Demšarja odkupila šest scenarijev, razvitih na podlagi njegovih romanov Olje na balkonu, Retrospektiva in Tanek led. Na podlagi teh so posneli TV serijo Primeri inšpektorja Vrenka. Demšar je naveden kot soscenarist. V letu 2022 je RTV Slovenija realizirala in predvajala drugo sezono serije, tokrat na podlagi Demšarjevih romanov Evropa, Hotel Abbazia in Obsedenosti v času krize. V letu 2024 je RTV Slovenija predvajala tretjo sezono serije, posneto po romanu Pohorska trasverzala.. Žal sta bili zaradi pomanjkanja finančnih sredstev posneti le dve epizodi. V pripravi pa je četrta sezona serije, tokrat na podlagi romanov Otok, Cerkev in Tajkun.

### Delo
Glavni stalni liki v Demšarjevih detektivkah so višji kriminalistični inšpektor Martin Vrenko, višja kriminalistka Ivana Premk in mladi kriminalist Marko Breznik. Ob njih nastopajo še  homofobni policist Aleksander Rep, romski  policist Oskar Brajdič, tožilec Luka Levstek in drugi. V sedmem romanu z naslovom Miloš, uvede Demšar nove like. Glavni preiskovalec je kriminalistični inšpektor Miloš (ali gre za ime ali priimek ni znano) in ob njem višja kriminalistka Nika Lavrič in kriminalist Drago Jazbec. Čeprav so liki novi, ostaja prostor dogajanja enak kot v prejšnjih romanih, obenem pa se v romanu nahaja nekaj namigov, da v Miloševem literarnem svetu obstajajo tudi junaki prejšnjih Demšarjevih romanov. V osmem Demšarjevem romanu z naslovom Pohorska transverzala, s podnaslovom politična kriminalka, se združita obe ekipi literarnih detektivov. S tem ustvari konglomerat odnosov med njimi in kot zanimivost – ter redkost – v enem detektivskem romanu sooči dva glavna, naslovna literarna inšpektorja.
Demšarjeve kriminalne zgodbe so umeščene v realno okolje mesta Maribor in realni sedanji čas. Detektivski opus Avgusta Demšarja je zasnovan kot nanizanka, v kateri se usode stalnih likov razvijajo, medtem ko so detektivske zgodbe samostojne, v vsaki knjigi zaključene celote.
Detektivski primeri Avgusta Demšarja so zasnovani kot klasične detektivske uganke (»Whodunit«). Zgodbe temeljijo na detekciji, skritih ključih in namigih, ki so ves čas na voljo bralcu, da tekmuje z glavnimi junaki in skupaj z njimi ali celo pred njimi poskuša razrešiti primer.
Čeprav se Demšar v svojih detektivskih zgodbah močno naslanja na klasična žanrska pravila pisanja detektivskega romana (Van Dine), v svoje zgodbe vpleta tudi aktualne družbeno kritične osti. Kritičen je do socialnih razlik, nestrpnosti, homofobije in ksenofobije.

### Ocene romanov
- Arhivirano 2016-12-01 na Wayback Machine. Petra Vidali, Ocena romana Pohorska transverzala v Večeru
- Mojca Pišek, Ocena romana Pohorska transverzala v Dnevniku
- Ocena romana Olje na balkonu Arhivirano 2008-06-26 na Wayback Machine. v tedniku Mladina